# مدرسه تقوی
مدرسه تقوی مربوط به اواخر دوره قاجار است و در گرگان، خیابان امام خمینی، محله سرچشمه، کوچه فاطمیه واقع شده و این اثر در تاریخ ۲۵ اسفند ۱۳۸۰ با شمارهٔ ثبت ۵۴۲۰ به‌عنوان یکی از آثار ملی ایران به ثبت رسیده است.